# Limmorträsk

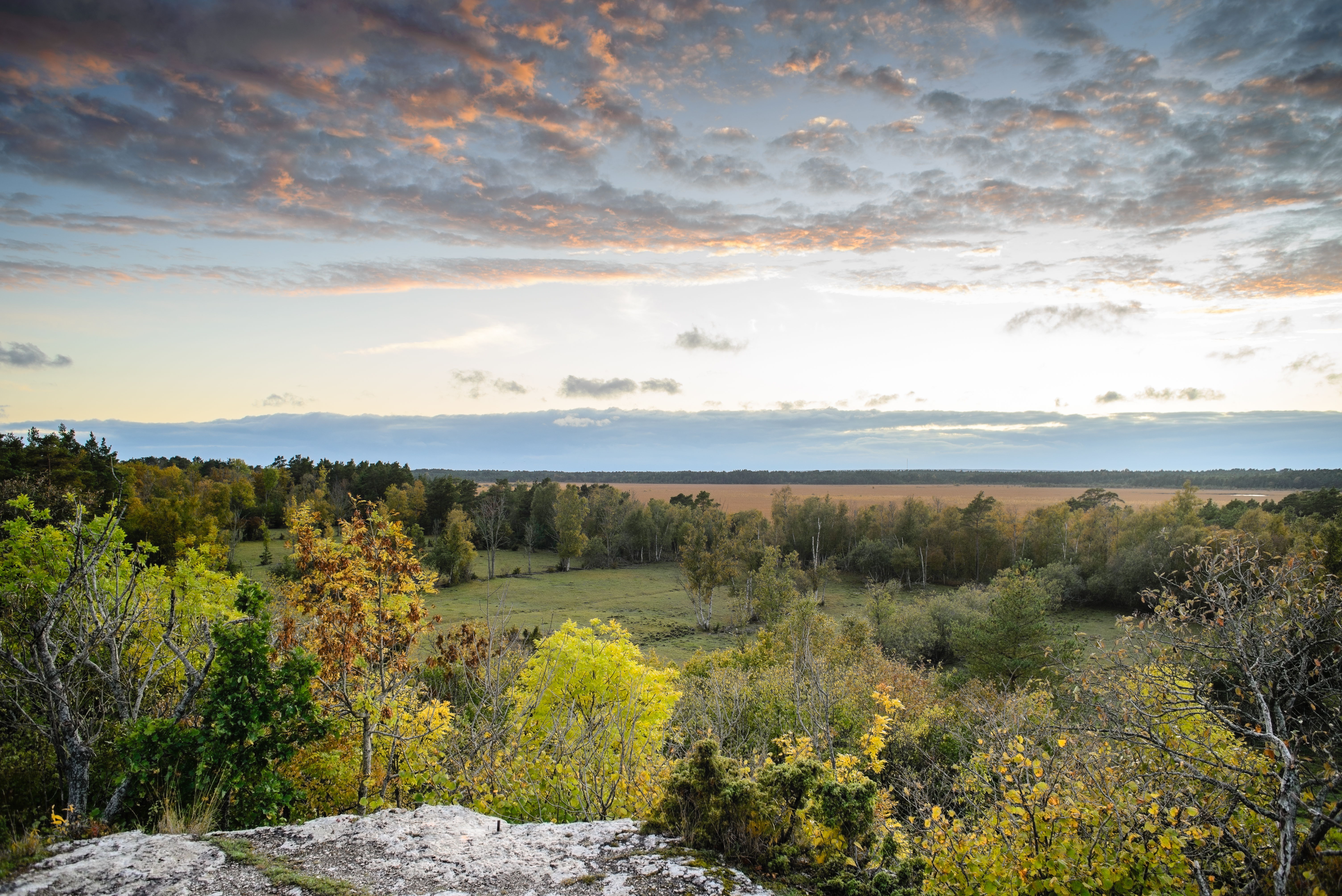
Vy mot Limmorträsk med klintängarna i förgrunden.

Limmorträsk är en utdikad före detta sjö, numera en agmyr med några öppna vattenytor på Fårö, Gotland.
Sjön utdikades på 1800-talet och är numera en stor agmyr. Den användes som slåttermark in på 1980-talet. Numera användes den endast för bete. Ute i myren finns några högmossar med fastlandsliknande flora. Här häckar bland annat trana, grågås, kornknarr och brushane.
Runt den före detta sjön utbreder sig Klintängarna, ett område rikt på hassel, orkidéer, lijekonvalj och gullviva. Hasselnötterna gör området populärt för nötkråkor.